# Nikon Coolpix P7000
La Nikon Coolpix P7000 è una fotocamera non-SLR prodotta dalla Nikon, che fa parte della serie Nikon Coolpix.

## Caratteristiche tecniche
- Pixel effettivi: 10,1 megapixel
- Sensore di immagine: CCD RGB da 1/1,7 pollici, 10,39 megapixel totali
- Obiettivo: obiettivo zoom ottico Nikkor 7,1x
- Lunghezza focale: da 6 a 42,6 mm (formato 35 mm equivalente a 28–200 mm)
- Apertura: f/2.8-5.6 (f/2.8-8 Grandangolo, f/5.6-8 Tele)
- Schema ottico: 11 elementi in 9 gruppi (2 lenti in vetro ED, 4 lenti asferiche)
- Zoom digitale: massimo 4x (formato 35 mm equivalente a circa 800 mm)
- Range di messa a fuoco (dall'obiettivo): da circa 50 cm a infinito (con impostazione grandangolo), da circa 80 cm a infinito (con impostazione teleobiettivo), Modo macro: da circa 2 cm a infinito (con impostazione grandangolo)
- Riduzione Vibrazioni (VR): tipo decentramento ottico, tipo decentramento ottico + tipo elettronico
- Altre funzioni per ridurre l'effetto di mosso: rilevamento del movimento (tipo convenzionale), Scelta dello scatto migliore (BBS)
- Sensibilità ISO: ISO 100, 200, 400, 800, 1600, 3200 (3.648 x 2.736) possono essere impostati su Hi 1 [equivalente a ISO 6400 (3,647 x 2,736)], Auto (da ISO 100 a ISO 800), Alta sensibilità ISO automatica (da ISO 100 a ISO 1600), Intervallo predefinito auto (da ISO 100 a ISO 200, da ISO 100 a ISO 400), modalità notte con disturbi minimi (da ISO 400 a ISO 12800)
- LCD monitor: monitor LCD TFT (VGA) da 7,5 cm (3 pollici) e circa 921.000 punti, con ampio angolo di visione, distribuzione dell'aria uniforme, rivestimento antiriflesso, regolazione della luminosità
- Mirino: ottico con copertura 80%
- Supporti di memoria: memoria interna (circa 79 MB), card di memoria SD/SDHC/SDXC; non compatibile con schede MMC (Multi Media Card)
- Modi scena: 18 modi scena (Ritratto, Panorama, Sport, Ritratto Notturno, Feste/interni, Spiaggia, Neve, Tramonto, Aurora/crepuscolo, Panorama Notturno, Close-up, Alimenti, Museo, Fuochi artificiali, Copia, Controluce, Panoramica assistita)
- Formati file immagini: JPEG, RAW (NRW)
- Filmati: HD 720p: 1.280 x 720/24 fps, VGA: 640 x 480/30 fps, QVGA: 320 x 240/30 fps
- Dimensioni (L x A x P): circa 114,2 x 77,0 x 44,8 mm (escluse le sporgenze)
- Peso: circa 360 g (batteria e card di memoria SD incluse), circa 310 g (solo il corpo della fotocamera) *In base allo standard CIPA, DCG-005-2009